# 瑪坦戈
《瑪坦戈》（日文原名：マタンゴ）是1963年8月11日上映的日本恐怖電影，是導演本多豬四郎一部異色作品。

## 故事大綱
一艘到南海旅行的帆船，不慎遭遇到暴風雨而翻覆，一行人漂流到一座不知名的荒島上，他們為了生存，不斷在島上尋找食物，但是因為食物的缺乏，導致他們刀槍相向，情勢氣氛相當緊張，結果這時突然出現了一個怪東西...

## 演員
- 村井研二:久保明
- 関口麻美:水野久美
- 作田直之:小泉博
- 小山仙造:佐原健二
- 吉田悦郎:太刀川寛
- 笠井雅文:土屋嘉男
- 相馬明子:八代美紀

## 製作人員
- 監製:田中友幸
- 監督:本多猪四郎
- 特技監督:圓谷英二
- 腳本:馬淵薫
- 音樂:別宮貞雄
- 瑪坦戈:中島春雄、大川時生、宇留木耕嗣、篠原正記
- 瑪坦戈（変身途上）:天本英世、鹿島邦義、伊原徳